# Ibacus ciliatus
Ibacus ciliatus is een tienpotigensoort uit de familie van de Scyllaridae. De wetenschappelijke naam van de soort is voor het eerst geldig gepubliceerd in 1824 door von Siebold.